# Audea subligata
Audea subligata là một loài bướm đêm trong họ Erebidae.

## Hình ảnh

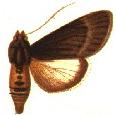